# Манассія (син Йосипа)

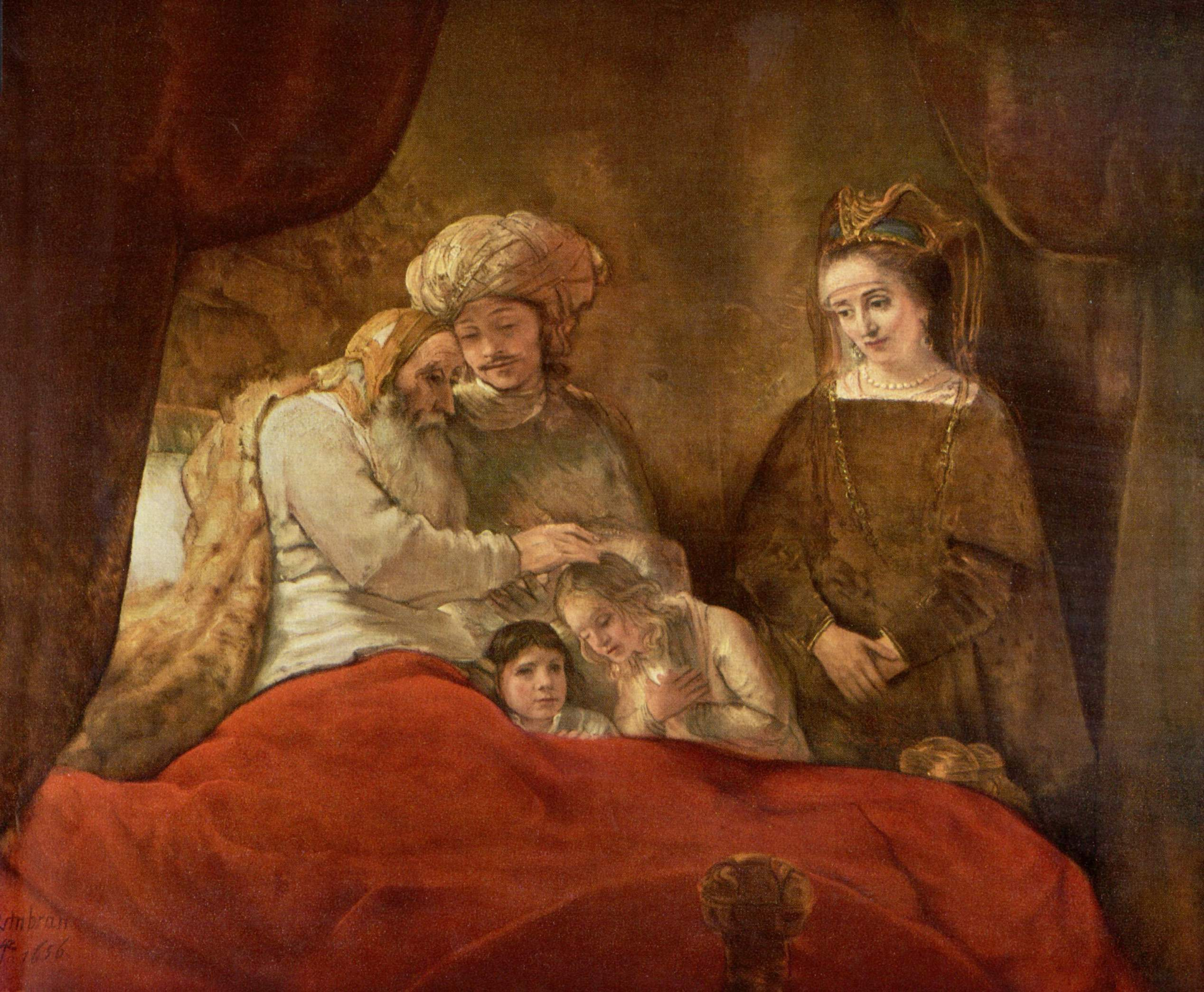
Яків благословляє синів Йосипа. Рембрандт, 1656. (За).

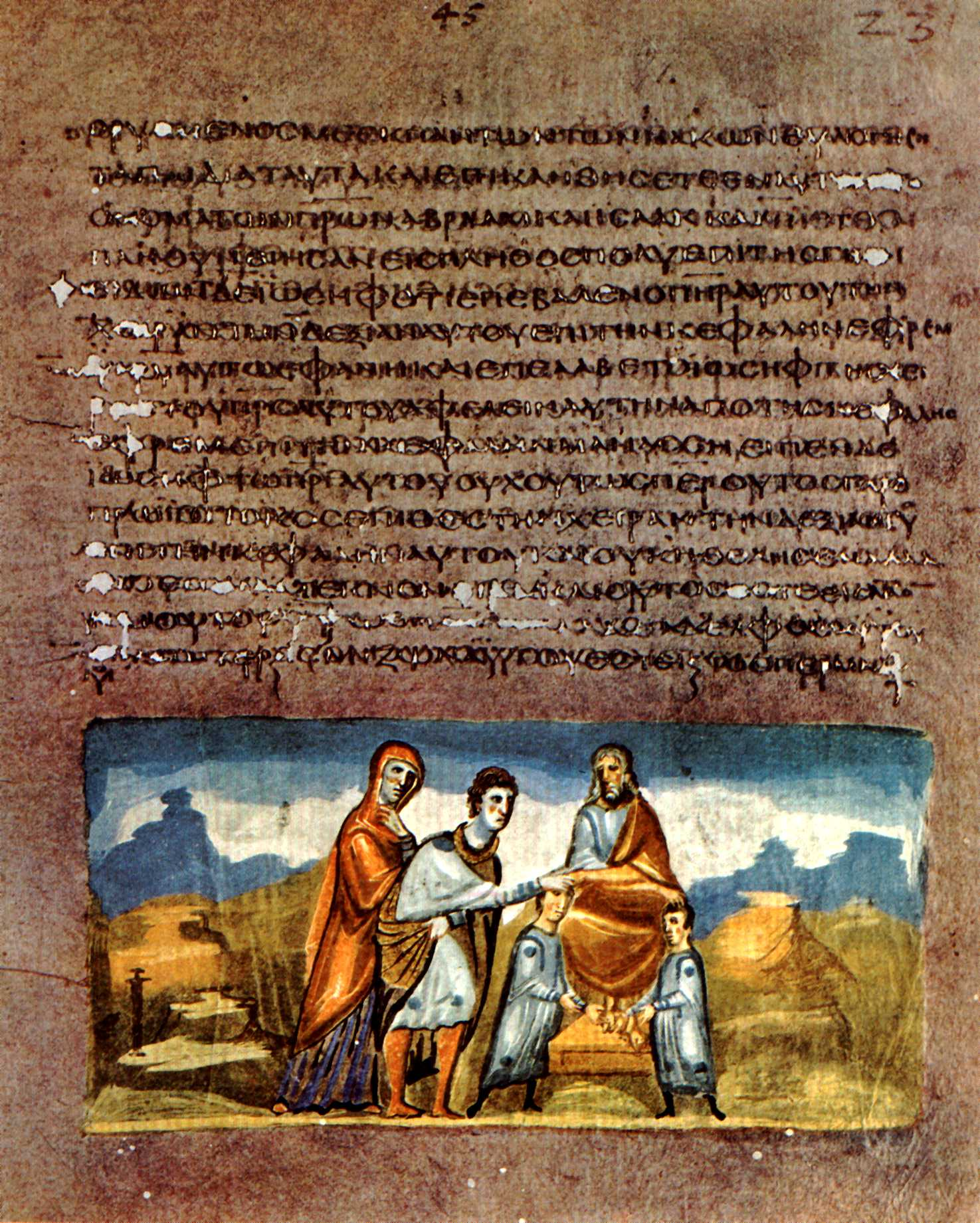
Яків благословляє Манассію і Єфрема. («Віденський Генезис»)

Манассія, Манасія (івр. מְנַשֶּׁה, Мена́ше) — старший син Йосипа від єгиптянки Аснат, дочки Потіфера, священика з Ону (Бут. 46:20). Народився в Єгипті, ще до приходу роду Якова із Ханаану і усиновлений патріархом Яковом (Бут. 48:5).
Манасія є родоначальником одного з Дванадцяти племен Ізраїля — племені Манасії, яке отримало долю при завоюванні Ханаану на схід від Йордану (землі Башан і Галаад — Нав. 17:1), а також землі в північній Самарії аж до Середземного моря. Плем'я Манасії лише номінально панувало над своєю землею, оскільки вони не тільки не вигнали ханаанців з їх земель, але навіть не змогли підкорити їх і взяти з них данину (Нав. 17:12).